# Black face
Black face is het 20ste album uit de stripreeks De Blauwbloezen. Het werd getekend door Willy Lambil en het scenario werd geschreven door Raoul Cauvin. Het album werd uitgegeven in 1983.

## Verhaal
Bij de laatste slag zijn Blutch en Chesterfield hun kapitein kwijtgeraakt. Informerend bij de zwarte Jeromiah blijkt deze van niets te weten als opeens de halflevende kapitein Stark naar boven uit de grond weet te klimmen. Chesterfield vindt dat de grafdelvers geen manieren hebben en zegt dat ook duidelijk, waarop een andere zwarte, genaamd Black face hem te lijf gaat.
Tegelijkertijd gaat er in de generale staf een plan rond die moet leiden tot een opstand van de zwarte bevolking tegen de confederatie (Zuidelijke), om zo de oorlogsdruk in het Noorden weg te halen. Aan Blutch en Chesterfield de taak om Black face af te leveren in het zuiden zodat die de mensen kan oproepen tot een opstand. Black face vaart echter liever een eigen koers, die van onafhankelijkheid.

## Personages in het album
- Blutch
- Cornelius Chesterfield
- Kapitein Stark
- Black face
- Jeromiah
- Kolonel Mac Mullan
- Helen Mac Mullan
- Luitenant Ripley